# Dascyllus albisella
Dascyllus albisella és una espècie de peix de la família dels pomacèntrids i de l'ordre dels perciformes. Va ser descrita per Theodore Gill el 1862. Poden assolir fins a 13 cm de longitud total.
Es troba a les Illes Hawaii.